# جیمز ویکتور
جیمز ویکتور (انگلیسی: James Victor؛ ‏ ۲۷ ژوئیهٔ ۱۹۳۹ – ۲۰ ژوئن ۲۰۱۶) یک هنرپیشه اهل ایالات متحده آمریکا بود.
از فیلم‌ها یا مجموعه‌های تلویزیونی که وی در آن‌ها نقش داشته است می‌توان به پلیس، خط مرزی، از دست دادن آن، بایست و تحویل بده، خانه پدری من، سایه‌ها، چهره‌ها، رعد نورد و دختری با چکمه‌های زرین اشاره نمود.